# Marek Piotrowski
Marek Piotrowski (né le 14 août 1964 à Dębe Wielkie en Pologne) est un kickboxeur et boxeur polonais, multiple champion du monde.

## Carrière amateur
Il commence sa carrière en tant qu'un jeune adepte de ju-jitsu, avec le temps il s’intéresse au karaté kyokushinkai. En 1984 il devient champion de Pologne junior dans cette discipline. L'année suivante il répète son succès en catégorie senior. En juillet 1993 il devient ceinture noire au karaté (1er dan). Son palmarès au karaté est de 13 combats, tous victorieux. Début 1987  il se lance dans le kick-boxing bien que la discipline soit alors interdite en Pologne.
Le 11 octobre 1987 à Munich il devient champion du monde amateur dans la catégorie des moins de 81 kg. La même année il gagne le championnat de Pologne et remporte la coupe du monde en Hongrie.

## Carrière professionnelle
En 1988 il décide de partir aux États-Unis pour entamer sa carrière professionnelle. Il engage son premier combat à Rockford où il gagne par KO au 4e round avec Bob Handegan.
Le 19 août 1989, lors de son cinquième combat sur le sol américain, il gagne par décision unanime avec Rick Roufus jusqu'alors invincible, par la même il remporte le championnat des États-Unis PKC.
Le 4 novembre 1989 il gagne à Chicago avec Don Wilson et devient champion du monde ISKA, PKC et FFKA. En ce temps-là il reçoit le sobriquet de Punisher.
Jusqu'en 1991 il remporte 29 combats dont 19 par KO, il gagne notamment avec Bob Thurman et Mark Longo. Il reste invaincu jusqu'au 22 juin 1991, le jour où Rick Roufus prend sa revanche. Piotrowski accepte malgré des problèmes personnels, et perd au 2e round par KO. Après cette défaite, il se lance dans la boxe professionnelle. Il tente ensuite de reprendre son titre de champion du monde de kickboxing et gagne ses cinq combats.
En juillet 1992 il devient champion d'Amérique du Nord en battant le canadien Conrad Pla.
Le 22 juin 1993 il prend le dessus sur Michael McDonald, la même année il gagne avec Mike Winklejohn et remporte le titre dechampion du monde ISKA (oriental rules). En décembre 1995 a lieu son dernier combat de kickboxing, il vainc l'italien Stefano Tomiazzo à Cracovie.
Parallèlement au kickboxing, il continue sa carrière de boxe professionnelle, entre 1992 et 1996 il gagne toutes ses 21 rencontres.
En 2002 Marek Piotrowski revient en Pologne.

## Récompenses
- En 1987 il reçoit le prix "Syrenka" pour le meilleur espoir de l'année attribué par le magazine Sportowiec.
- Le 20 novembre 2009 il est décoré de la  Croix de Chevalier de l'Ordre Polonia Restituta décernée par le président de la République de Pologne Lech Kaczyński[1].

## À l'écran
- En 2005 la chaîne d'information TVN24 tourne un reportage sur Marek Piotrowski intitulé "Wojownik" (le guerrier).
- En 2007 Jacek Bławuta réalise sous le même titre un long métrage qui gagne le premier prix au "Guangzhou International Documentary Film Festival" en Chine[2].